# Ambassade du Nigeria en Guinée
L'ambassade du Nigeria en Guinée est la principale représentation diplomatique de la république du Nigeria en Guinée.

## Histoire

### Liste des ambassadeurs
| N° | Nom et prénoms         | Début      | Fin      |
| -- | ---------------------- | ---------- | -------- |
| 01 | Innocent Alaoma Iwejuo | avril 2023 | En cours |